# Piastas da Silésia
Os Piastas Silesianos foi a mais antiga das quatro linhagens provenientes da dinastia polonesa chamada Piasta. Foi fundada por Vladislau II, o Desterrado (1105–1159), filho mais velho do Duque Boleslau III da Polônia. Pelo testamento de Boleslau, Vladislau recebeu a Silésia, como sua província hereditária e também a Província Senhorial da Pequena Polônia na Cracóvia, pelo princípio da primogenitura agnática.